# Windermere

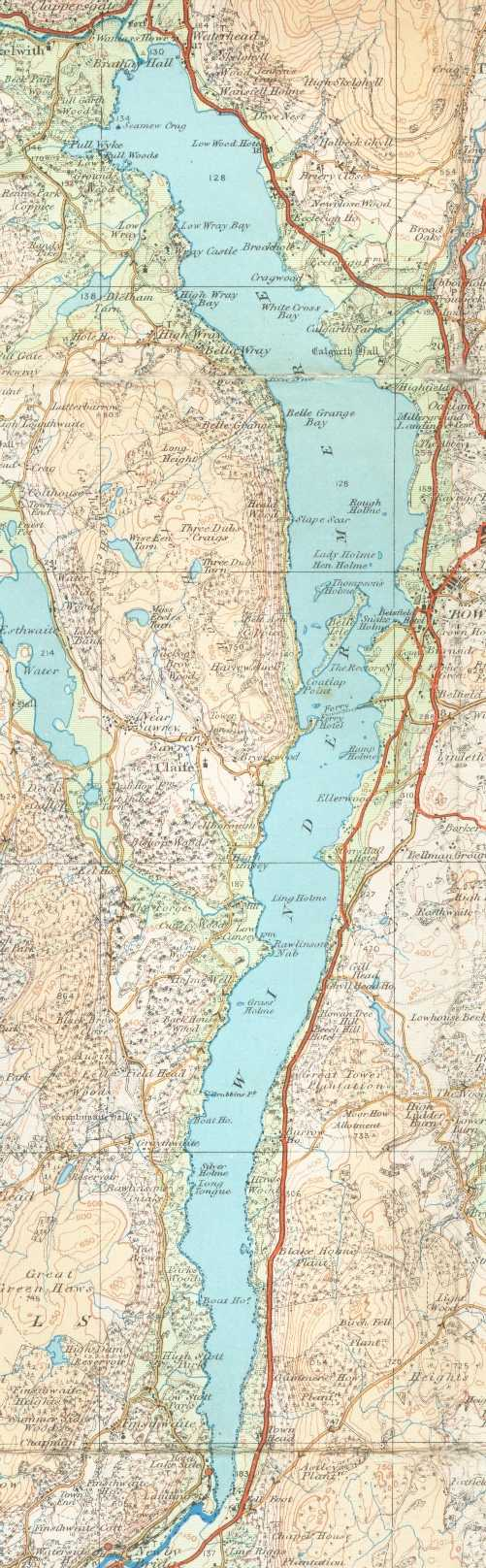
Karte (1925)

Der Windermere ist der größte See Englands. Er liegt im Lake District-Nationalpark in Cumbria. Der See und sein Umland sind eine der beliebtesten englischen Ferienregionen, seit 1847 die Bahnstrecke zwischen Kendal und Windermere fertiggestellt wurde.

## Geografie
Der Windermere ist etwa 17,0 km lang und zwischen 400 und 1500 m breit. Die tiefste Stelle liegt mit 65 m am nördlichen Ende. Der See befindet sich auf einer Höhe von 40 m über dem Meeresspiegel. Das Seewasser fließt am südlichsten Punkt in den River Leven ab. Die Zuflüsse des Sees sind die Flüsse Brathay, Rothay, Trout Beck, Cunsey Beck und mehrere kleinere Bäche.
Im Windermere liegen 18 Inseln, deren größte etwa einen Kilometer lang ist.
Am Ufer des Windermere befinden sich die Städte Ambleside und Bowness-on-Windermere. Die Stadt Windermere befindet sich hingegen nicht am Seeufer. Sie erhielt ihren Namen nach der Fertigstellung der Eisenbahnlinie und war zuvor unter dem Namen Birthwaite bekannt. Von Windermere aus ist das Seeufer rund 15 Minuten zu Fuß entfernt. Inzwischen ist Windermere mit Bowness weitestgehend zusammengewachsen. Windermere stellt mit seinem Bahnhof und anderen Verkehrseinrichtungen den Verkehrsknotenpunkt für die Umgebung dar, von dem aus Verbindungen z. B. nach Manchester bestehen.
Um den See herum besteht die Landschaft vornehmlich aus kleineren Hügeln, die zu Wanderungen geringer Schwierigkeit einladen. Die höheren Berge (Fells) der Cumbrian Mountains erstrecken sich vor allem nach Norden und Osten.

## Naturgeschichte
Am See wird ein großer Anteil der angrenzenden Flächen landwirtschaftlich genutzt (29,4 %). Er ist zum größten Teil flach – nur 28 % sind tiefer als 9 m. Dadurch wird er zu einem nährstoffreichen Lebensraum. Die vorherrschenden Fischarten sind Forelle, Saibling, Hecht und Flussbarsch. Durch seine Nord-Süd-Ausrichtung und seine Lage zwischen der Morecambe Bay und den Central Fells, nimmt das Gebiet um den See eine wichtige Rolle auf den Flugrouten der Wandervögel ein. So besuchen Wildgänse das Gebiet in den Wintermonaten regelmäßig. Die Freshwater Biological Association wurde am Ufer des Windermere 1929 gegründet, grundlegende Erkenntnisse zur Ökologie, Süßwasserbiologie und Limnologie wurden hier gewonnen.

## Genesungscamp für Holocaust-Überlebende
Im Sommer 1945 wurden 300 Kinder und Jugendliche, allesamt Überlebende der deutschen Konzentrationslager und Displaced Persons, in den Lake District gebracht. Sie waren tief traumatisiert, und die landschaftliche Idylle sollte ihnen helfen, wieder in ein normales Leben zurückzufinden. Über das Camp berichtet u. a. der Historiker Martin Gilbert. Das Schicksal der Kinder wurde unter dem Titel Die Kinder von Windermere verfilmt.

## Verschiedenes
Die Rennfahrer Henry Segrave und Norman Buckley stellten in den 1930er bzw. 1950er Jahren mehrere Geschwindigkeitsweltrekorde auf dem Wasser auf dem Windermere auf. Eine Autofähre bedient eine Route zwischen Bowness am Ostufer und Far Sawrey am Westufer des Sees.
Nachdem viele Jahre Schnellbootfahren und Wasserskilaufen zu den beliebtesten Sportarten auf dem See zählten, wurde im Jahr 2000 von der Verwaltung des Nationalparks eine Höchstgeschwindigkeit für Schiffe auf dem See von 11 Knoten (ca. 20 km/h) festgelegt. Die Einhaltung dieser Vorschrift wird seit dem 29. März 2005 auch in der Praxis verfolgt. Dieser Schritt wird von vielen begrüßt, da damit ein Weg zurück zur ruhigen Natur des Sees beschritten wird und der See gleichzeitig an Attraktivität für mehr Besucher gewinnt. Gegner der Geschwindigkeitsbeschränkungen, vor allem Aktive der obengenannten Sportarten, beklagen das Fehlen von inländischen Gewässern, um ihren Sport weiter zu betreiben.